# Avesta
L'Avesta és el conjunt de llibres sagrats de la religió iraniana preislàmica predicada per Zoroastre, el zoroastrisme o mazdaisme, i actualment seguida encara pels anomenats parsis. No es conserven completament, ja que, segons una llegenda, Alexandre Magne els va fer cremar.
Avesta deriva de la forma amb la qual s'anomena aquest conjunt de llibres en pahlavi (una llengua iraniana mitjana): abastag, paraula que sembla venir d'un antic upa-stawa-ka ('lloança'). L'Avesta està dividit en diverses parts (segons el que ha sobreviscut i la transcripció medieval més fidel):
- Yasna: conté les normes per a la litúrgia, sobretot instruccions per als sacrificis i uns himnes anomenats Gathas en honor del déu suprem Ahura Mazda, l'autoria dels quals s'atribueix al mateix Zoroastre.
- Visprat: texts tardans amb instruccions per als fidels i oracions.
- Videvdad: llibres molt heterogenis que parlen de la vida després de la mort, de la recta conducta i rituals contra el mal. També inclou el text sobre la creació del món i l'elecció dels esperits del mal d'allunyar-se del bé.
- Yaixt: himnes dirigits a les divinitats secundàries.
- Khorda Avesta: llibre resum de la totalitat de l'Avesta, el que s'ensenya primer als que volen seguir la religió de Zoroastre.

L'Avesta conté texts de diverses èpoques en dues llengües (o dos dialectes d'una mateixa llengua): l'avèstic antic (també anomenat gàtic -llengua dels Gatha-) i l'avèstic recent. L'avèstic ('la llengua de l'Avesta') és la llengua iraniana més antiga que es coneix: és una llengua indoiraniana (i, per tant, indoeuropea) amb prou semblances amb les llengües índies antigues (vèdic i sànscrit) com per a ajudar els estudiosos europeus del segle xviii i actuals a la comprensió d'aquests texts i d'aquesta llengua.
El zand (o zend) és un mot persa que indica l'exegesi de l'Avesta, és a dir, el complex de literatura pahlavi que comenta els texts sagrats del mazdaisme. Fou introduït pel lingüista A. H. Anquetil Duperron per tal d'indicar la llengua de l'Avesta o avèstic.

## Nom
El terme Avesta prové de les obres de la tradició zoroastriana dels segles IX/X en què la paraula apareix com a abestāg del persa mitjà, Llibre Pahlavi ʾp(y)stʾkʼ. En aquest context, els textos abestāg es representen com a coneixement rebut i es distingeixen dels comentaris exegètics (el zand) que hi apareixen. El significat literal de la paraula abestāg és incert; generalment es reconeix que és un manlleu erudit de l'avèstic, però cap de les etimologies suggerides ha estat acceptada universalment. La derivació àmpliament repetida dupa-stavaka prové de Christian Bartholomae (Altiranisches Wörterbuch, 1904), que va interpretar abestāg com a descendent d'una hipotètica paraula iraniana antiga reconstruïda per a cançó de lloança (Bartholomae: Lobgesang); però aquesta paraula no està realment testimoniada en cap text. En pashayi, la llengua dàrdica indoària més occidental parlada principalment a l'est de l'Afganistan, la paraula avesta significa invitació.

## L'autor

### Iàsna
William W. Malandra, un orientalista, afirma que el Iàsna no es va compondre fins molt després de la mort de Zoroastre, ja que el text està en el dialecte avestà posterior, no en el dialecte avestà-gatanès parlat per Zoroastre com el del Gathas. Diu que no és possible determinar quan es va compondre un text, però es pot argumentar que el text pot haver estat el producte d'un projecte editorial completat en un moment concret de la història, o un procés de consolidació, on el text es va anar ampliant gradualment durant un llarg període de temps.
William W. Malandra, quan parla de Gathas, diu que el capítol 53 de Yasna és una addició posterior. també Helmut Humbach va dir que Yasna 42 és una addició posterior.

### Visperad
El Visperad no es considera una secció independent, sinó més aviat una extensió de la secció Yasna. El propòsit del Visperad és embellir les cerimònies de Yasna durant els cinc festivals principals (festivals zoroastrians). El text es va completar a mitjans o finals del període sassànida.

### Yashts
Arthur Christensen creu que algunes parts dels Yashts existien abans de l'aparició del zoroastrisme i algunes parts dels Yashts es van afegir després de l'aparició del zoroastrisme, Almut Hintze comenta que és impossible distingir entre textos pre-zoroastrians i post-zoroastrians, mentre que Ilya Gershevitch creu que els Yashts existien abans del zoroastrisme però es van introduir més tard a l'Avesta, Prods Oktor Skjaervo assenyala que els Yashts van ser compostos pels aquemènides per consolidar el seu poder.

### Vendidad
William W. Malandra va afirmar que els estudiosos generalment coincideixen que els autors de la Vendidad eren mags, a l'època aquemènida o posterior.

### Khordeh Avesta
Va ser composta a mitjans i finals del període sassànida.

## Manuscrits de l'Avesta
L'Avesta consta de 5 parts, que són Yasna, Vispered, Yashts, Vendidad. El fragment de text més antic que es conserva data del 1323 dC. AV Williams Jackson diu que cap manuscrit conté l'Avesta complet. El passatge més antic compost del llibre és el Gathas, i hi ha un consens general gradual a favor de situar els Gathas al voltant del 1000 aC. Ara hi ha un ampli consens que durant la major part de la seva llarga història, els diversos textos de l'Avesta es van transmetre oralment i independentment els uns dels altres

## Història

### Tradició zoroastriana
La història zoroastriana de l'Avesta es troba en l'àmbit de la llegenda i el mite. Les versions més antigues que es conserven d'aquests contes es troben en els textos de la tradició zoroastriana dels segles IX a XI (és a dir, en els anomenats llibres pahlavi). Les llegendes diuen el següent: Els vint-i-un nasks ('llibres') de l'Avesta van ser creats per Ahura Mazda i portats per Zoroastre al seu mecenes Histaspes (Denkard 4A, 3A). Suposadament, Vishtaspa (Dk 3A) o un altre kayan, Daray (Dk 4B), en va fer fer dues còpies, una de les quals es va guardar al tresor i l'altra als arxius reials (Dk 4B, 5). Després de la conquesta d'Alexandre, l'Avesta va ser suposadament destruït o dispersat pels grecs, després que haguessin traduït qualsevol passatge científic que poguessin utilitzar (AVN 7-9, Dk 3B, 8). Diversos segles més tard, un dels emperadors parts anomenat Valaksh (un dels Vologases) suposadament va fer recollir els fragments, no només dels que havien estat escrits prèviament, sinó també dels que només s'havien transmès oralment (Dk 4C).
El Denkard també registra una altra llegenda relacionada amb la transmissió de l'Avesta. En aquesta història, el mèrit de la col·lació i la recensió s'atorga al sacerdot de principis de l'època sassànida Tansar (summe sacerdot sota Artaxerxes I, r. 224–242 dC, i Sapor I, 240/242–272 dC), que va fer recopilar les obres disperses, de les quals només va aprovar una part com a autoritària (Dk 3C, 4D, 4E). L'obra de Tansar va ser suposadament completada per Adurbad Mahraspandan (summe sacerdot de Sapor II, r. 309–379 dC), que va fer una revisió general del cànon i va continuar assegurant-ne l'ortodòxia (Dk 4F, AVN 1.12–1.16). Suposadament es va dur a terme una revisió final al segle VI dC sota Còsroes I (Dk 4G).